# Rapública
Rapública (Portugal, 1994) foi a primeira compilação de rap português. Lançada em 1994, pela Columbia Records, a coletânea alcançou a certificação de Disco de Prata, em boa parte graças ao single "Nadar" dos Black Company, que foi um dos refrões mais ouvidos no verão desse ano. Registo pioneiro do hip-hop português, é considerado um marco de afirmação e disseminação deste género musical no país, alargando o seu público até às massas. 

## Influências e Estilos
Apesar de se centrar à volta do género Rap e Hip Hop, é de notar uma forte diferença de estilos nos variados temas. Verifica-se também que tais estilos vêm das influências de cada um dos grupos.[carece de fontes?]
O Inglês
Composto por rappers oriundos da Margem Sul[carece de fontes?] (a meca do hip hop nacional), a principal influência dos Black Company era, sem dúvida, o Inglês, tal como o era também nos grupos New Tribe e Boss AC. Boss AC e Black Company acabam por ser os autores das 2 músicas completamente em inglês do álbum ("Generate Power" e "Psyca Style"). Ainda assim, é possível ouvir rimas em inglês noutros temas cantados em português, como em "A verdade" e "Summer Season".
O Crioulo
Family, composto por Mc's de origem cabo-verdiana, como Melo D, acabaram por gravar aquele que é o 1º tema de hip hop rimado em crioulo, "Rabola Bô Corpo". O tema conta também com influências rítmicas mais africanas, como o reggae, fazendo dos Family o grupo mais africano da colectânea.
RaggaMuffin
Uma vez gravado nos anos 90, era apenas natural que artistas de um novo estilo de hip hop, conhecido como raggamuffin, tivessem fortes influências nos jovens artistas. Mais notoriamente nos Family e em Boss AC, com o tema mais puramente ragga, Generate Power.
Política
Sendo o Rap dos estilos musicais mais políticos, também o Rapública necessitava de conter mensagens mais corrosivas e sociais. Dos grupos mais políticos, salientamos Zona Dread, autores do tema mais político do álbum "Só Queremos ser Iguais" (um forte retrato do racismo vivido em Portugal[carece de fontes?]), Boss AC, com o tema "A Verdade" (uma crítica à verdadeira sociedade[carece de fontes?]) e Funky D, autor do tema "Minha Banda" (referente à situação bélica então vivida em Angola).
Fell-Good Vibe
Outra perspectiva apresentada no álbum é a do Rap "Fell Good", um registo mais "limpinho". Neste campo, salientaram-se New Tribe, com o tema "Summer Season" e Black Company, com o tem Nadar (ambos relacionados com o verão).
P&P (Poesia e Profundidade)
No registo lirical mais profundo, salientamos os Líderes da Nova Mensagem, com o tema "Sê tu mesmo", direccionado para a personalidade do ouvinte.
Também os New Tribe conseguiram preencher este registo, com o tema "Palavras".

## Composição e produção
A maioria das canções foi produzida pelos próprios grupos ou artistas. D-Mars, um dos fundadores dos Zona Dread, explica que, uns meses antes do lançamento da antologia, uma loja de Lisboa tinha tido uma promoção numa caixa de ritmos da Yamaha, que quase todos os grupos acabariam por comprar, conferindo um som característico ao disco.
A produção executiva ficou a cargo de Hernâni Miguel; já Tiago Faden foi o diretor artístico e executivo.

## Receção e impacto
O disco é amplamente reconhecido como um marco na indústria discográfica portuguesa, uma vez que foi o primeiro longa duração do hip-hop nacional.
Foi também a origem do primeiro grande êxito deste género musical em Portugal - o single de apresentação "Nadar". O refrão "orelhudo" levou a que se tornasse uma das músicas mais ouvidas no verão de 1994 em Portugal, levando a que o disco atingisse a certificação de Disco de Prata (mais de 15 mil cópias vendidas).
"Nadar" foi, ainda, reapropriado como slogan da campanha para a preservação das gravuras pré-históricas de Foz Côa. Durante uma visita ao liceu de Foz Côa, a 20 de fevereiro de 1995, os estudantes receberam Mário Soares entoando "as gravuras não sabem nadar". O então presidente da república concordou, respondendo "e não sabem". Nos anos seguintes, tanto Cavaco Silva e Jorge Sampaio usaram hip-hop português como hinos de campanhas políticas.
Em 2022, a Sony Music Portugal reeditou o disco em vinil. Foi também nessa altura que ficou disponível nas plataformas de streaming.

## Faixas
1. "Nadar" (Black Company) - Single
2. "Putos da Rua" (Zona Dread)
3. "Minha Banda" (Funky D)
4. "A Verdade" (Boss AC)
5. "Palavras" (New Tribe)
6. "Só Queremos Ser Iguais" (Zona Dread)
7. "É Natural" (Funky D)
8. "Generate Power" (Boss AC)
9. "Psyca Style" (Black Company)
10. "Rap É Uma Potência" (Líderes da Nova Mensagem)
11. "Sê Tu Mesmo" (Líderes da Nova Mensagem)
12. "Hip Hop Está No Ar" (Family)
13. "Rabola Bô Corpo" (Family)
14. "Summer Season" (New Tribe)